# Uretano
Los uretanos, también conocidos como amidésteres, son una clase de compuestos que tienen en común el grupo carbamidato R–NH–C(=O)–O–R' y son, por lo tanto, formalmente derivados del ácido carbámico. Se forman fácilmente en la reacción del isocianato (R–N=C=O) correspondiente con el alcohol R'OH. Utilizando cianatos y alcoholes bi- o polifuncionales se obtienen los poliuretanos.

## El etiluretano
A menudo el término uretano no hace referencia a toda la clase de compuestos sino en concreto al etiluretano H3C–CH2–O–C(=O)–NH2, un compuesto que aparece naturalmente en algunos alimentos como el pan, bebidas fermentadas y otros licores destilados. En 2003 se estableció en Suiza un límite de concentración de etiluretano de 1 mg/L para estas bebidas.

## Síntesis
El uretano se obtienen por reacción de amoníaco con carbonato de etilo o calentando nitrato de urea con etanol.

## Aplicaciones y toxicología
Hasta los años setenta se utilizaba como fármaco en el tratamiento de leucemias y varices. También se utiliza para la fabricación de poliuretano.
Además el Uretano se utiliza en la creación de las ruedas de los monopatines.
El uretano es tóxico al inhalar, ingerir o en contacto con la piel. Daña los órganos que fabrican la sangre, el hígado y el sistema nervioso central. Una exposición crónica puede provocar cáncer.